# Spící panna (román)
Spící panna je detektivní román Jeferyho Deavera. Jde o první knihu s agentkou Kathryn Danceovou.

## Obsah
Daniel Pell, několikanásobný vrah, který dokáže ostatní lehce zmanipulovat, utekl z vězení. Vyšetřováním je pověřena agentka Kathryn Danceová, kinezická odbornice, která dokáže vytušit lež. Jestli chce Kathryn Danceová Pella dopadnou, musí získat ke spolupráci lidi z jeho minulosti: Tři ženy, Rebeccu, Lindu a Samanthu, které žily v jeho sektě a malou holčičku přezdívanou „Spící panna“, která přežila Pellovo vražedné řádění . S vyšetřováním jí také pomáhá odborník na sekty Kellogg a agent O'Neil. Postupně se ukáže, že Pell má v plánu najít další přívržence do jeho sekty a zmizet na místo, které nazývá „Vrcholek hory“. Agentce Danceové se ale podaří Pella přechytračit a Pell v přestřelce umírá.